# Алдыган
Алдыга́н — исчезнувшая деревня в Колпашевском районе Томской области. На момент упразднения входила в состав Новогоренского сельсовета. Упразднена в 1988 году.

## География
Деревня располагалась на левом берегу реки Алдыганка, в 1 км (по прямой) к юго-востоку от деревни Новогорное.

## История
Деревня была основана в 1918 г. В 1928 году деревня Алдыгановка состояла из 31 хозяйства. В административном отношении входила в состав Петропавловского сельсовета Колпашевского района Томского округа Сибирского края.
В 1960-е годы деревня попала в разряд не перспективных и по планам должна была быть сселена к 1975 году.
Решением №100 Томского облисполкома от 23 мая 1988 г. деревня Алдыган исключена из учётных данных.

## Население
| 1926 | 1939 | 1952 | 1959 | 1970 | 1977 | 1979 |
| ---- | ---- | ---- | ---- | ---- | ---- | ---- |
| 149  | ↗217 | ↘139 | ↗170 | ↘135 | ↘58  | ↘30  |

В 1926 году основным населением деревни были русские.